# Ada Kale
Ada Kale fou una illa del Danubi a Romania, al límit amb Sèrbia (llavors Iugoslàvia), que mesurava 800 metres de llarg i 200 d'ample, situada a 4 km de les Portes de Ferro i a 500 metres d'Orsova.
Els turcs hi van establir 400 soldats el 1691 per ordre del visir Dursun Mehmed Pasha; se li va donar el nom de Shans adasi (illa de l'Annexió). El 1716 el muhafiz de les Portes de Ferro, Txerkès Mehmed Paixà hi va construir fortificacions. Ocupada pels austríacs en virtut de la pau de Passarowitz, el 1718, i es va dir Nova Orsova; fou recuperada pels otomans el 1738 (tractat de Belgrad) i ocupada per orde d'Ali Paixà (1839) i se li va dir Ada Kale (Illa de la Fortalesa); va passar a dependre del valiat de Vidin. El 1788 hi va haver combats a l'illa durant l'expedició de Kodja Yusuf Pasha contra l'exèrcit austríac de Gideon Ernst von Laudon. En endavant fou una base fluvial otomana. Els 1809 hi foren executats el rebels serbis que havien capitulat a Belgrad, per orde del muhafiz Redjeb Agha. Aquest Redjeb es va revoltar al cap de poc però fou derrotat i executat, i els seus germans Adam, Bekir i Salih, que eren a la fortalesa de Kladovo (Feth-Islam) es van replegar cap a l'illa, però foren perdonats per Weli Pasha, fill d'Ali Tebelen Pasha, encarregat de pacificar Sèrbia, a canvi de lliurar l'illa.
El 1867, després de l'evacuació otomana de Sèrbia, la base va quedar aïllada. Al Congrés de Berlín del 1878 l'illa fou oblidada i va restar turca; fou formalment declarada territori otomà obert per un nähiye müdürü de 22 de novembre de 1885. Va restar otomana fins al tractat del Trianon (1920), quan, junt amb el Banat, fou incorporada a Romania que ja l'administrava des del 1919. Turquia ho va reconèixer pel tractat de Lausana de 1923.
El 1971 va quedar coberta per les aigües quan es va construir una presa i el nivell va pujar. Una part dels monuments de l'illa foren traslladats.